# フリウリ語
フリウリ語（フリウリご、Furlan）はイタリア北東部のスロベニア、オーストリアと国境を接するフリウーリ地方で話されている言語。言語学的にはインド・ヨーロッパ語族ロマンス語派レト・ロマンス語群に属する。
約80万人の話者（そのほとんどはイタリア語も使用）がおり、レト・ロマンス語群で最大を誇るが、スイスにおけるロマンシュ語のような公用語の地位は、どの国においても獲得していない。
ラディン語と起源を同じくすることから東ラディン語とも呼ばれるが、ここ数世紀はドイツ語やイタリア語、スロベニア語など近縁諸語の影響を受け、ラディン語とは別種の言語となりつつある。

## 言語名別称
- Frioulan
- Frioulian
- Friulano
- Furlan
- Friulian
- フリウル語
- フリウラン語
- フリウーリ語

## 方言
- 中東部フリウリ方言（East Central Friulian） (fur-eas)[1]
- 西部フリウリ方言（Western Friulian） (fur-wes)[1]
- カルニア方言（Carnico） (fur-car)[1]